# Operació Goodwood
L'operació Goodwood va ser una ofensiva britànica durant la Segona Guerra Mundial, que va tenir lloc entre el 18 i el 20 de juliol de 1944 com a part de la batalla per Caen a Normandia, França. L'objectiu de l'operació era un atac limitat al sud, per capturar la resta de Caen i la cresta de Bourguébus més enllà. Almenys un historiador ha anomenat l'operació amb la major batalla de tancs que l'exèrcit britànic ha lluitat mai.
Goodwood va ser precedit d'atacs preliminars després anomenats segona batalla de l'Odon. L'ofensiva va començar quan el VIII Cos britànic, amb tres divisions blindades, va atacar per apoderar-se de la cresta Bourguébus, en mans alemanyes, la zona situada entre Bretteville-sur-Laize i Vimont i per provocar les màximes baixes als alemanys. El 18 de juliol, els I Cos britànic va realitzar un avanç per assegurar una sèrie de pobles i el flanc est del VIII Cos i, a l'oest, el II Cos canadenc va llançar l'operació Atlàntic, sincronitzada amb Goodwood, per capturar la resta de Caen al sud del riu Orne. Quan l'operació Goodwood va acabar el 20 de juliol, les divisions blindades havien trencat per les defenses exteriors alemanyes i avançat 11 km, però havien quedat aturades al marge de Bourguébus Ridge, només els vehicles blindats havien penetrat més al sud i més enllà de la carena.
Si bé Goodwood va fracassar en el seu objectiu principal, va obligar els alemanys a mantenir formacions poderoses enfront dels britànics i canadencs al flanc oriental del cap de platja de Normandia i l'operació Cobra, el primer atac de l'exèrcit dels Estats Units que va començar el 25 de juliol, va provocar el col·lapse de les febles defenses alemanyes que se'ls oposaven.

## Rerefons

### Caen
La històrica ciutat normanda de Caen de Normandia era un objectiu del Dia D per a la 3a divisió britànica d'infanteria, que va desembarcar a la platja Sword el 6 de juny de 1944. La captura de Caen, tot i que "ambiciosa", era l'objectiu més important assignat al I Cos (tinent general John Crocker). L'operació Overlord va demanar al Segon Exèrcit que assegurés la ciutat i després formés una línia de front des de Caumont-l'Éventé (al sud-est de Caen), per adquirir espai per als camps aeris i protegir el flanc esquerre del Primer Exèrcit estatunidenc (tinent general Omar Bradley), mentre es traslladava a Cherbourg. La possessió de Caen i els seus voltants donaria al Segon Exèrcit una zona d'actuació per empènyer cap al sud per capturar Falaise, que es podria fer servir com a pivot per a un revolt a l'esquerra, per avançar sobre Argentan i després cap al riu Touques. El terreny entre Caen i Vimont era especialment prometedor, obert, sec i propici per a operacions mòbils. Atès que les forces aliades superaven en gran manera els alemanys en tancs i unitats mòbils, una batalla fluïda en moviment ràpid seria el seu avantatge.
Estorbat per la congestió al cap de platja i obligat a desviar l'esforç per atacar posicions alemanyes fortament defensades al llarg de la ruta de 15,0 km de la ciutat, la 3a Divisió d'Infanteria no va poder assaltar Caen en vigor i va ser aturada als voltants. Els atacs de seguiment van fallar a mesura que la resistència alemanya es va consolidar; abandonant l'enfocament directe, l'operació Perch —un atac en pinça dels cossos I i XXX - va ser llançat el 7 de juny per encerclar Caen de l'est i l'oest. El I Cos, que sortia al sud del cap del pont de l'Orne, va ser aturat per la 21a Divisió Panzer i l'atac del XXX Corps es va bloquejar davant de Tilly-sur-Seulles, a l'oest de Caen, contra la divisió Panzer Lehr. La 7a Divisió Blindada va empènyer una bretxa a la primera línia alemanya i va intentar capturar la ciutat de Villers-Bocage a la rereguarda alemanya. La batalla de Villers-Bocage va veure que l'avantguarda de la 7a Divisió Blindada es retirava de la ciutat, però el 17 de juny, la Panzer Lehr havia estat obligada a tornar i el Cos XXX va prendre Tilly-sur-Seulles. Els britànics van ajornar els plans per a altres operacions ofensives, inclòs un segon atac de la 7a Divisió Blindada, quan una forta tempesta va descendir sobre el canal de la Mànega el 19 de juny. La tempesta va durar tres dies, i va retardar significativament la acumulació aliada. La majoria de les embarcacions de desembarcament i els vaixells que ja eren al mar van ser retornats als ports de Gran Bretanya; es van perdre barques remolcades i altres càrregues (inclosos 4,0 km de vies flotants per als ports Mulberry) i 800 vaixells es van quedar encallats a les platges de Normandia fins a la propera marea alta al juliol.

### Epsom, Windsor i Charnwood
Després d'uns dies per recuperar-se de la tempesta, els britànics van iniciar l'operació Epsom el 26 de juny. El recentment arribat VIII Cos (tinent general Richard O'Connor), va atacar a l'oest de Caen, al sud a través dels rius Odon i Orne, capturant una àrea de terra alta prop de Bretteville-sur-Laize, envoltant la ciutat. L'atac va ser precedit per l'operació Martlet, per assegurar el flanc VIII Cos, capturant un terreny alt a la dreta de l'eix d'avanç. Els alemanys van aconseguir contenir l'ofensiva comprometent tota la seva força, incloses dues divisions panzer acabades d'arribar a Normandia, destinades a una ofensiva contra les posicions britàniques i americanes al voltant de Bayeux. Alguns dies després, el Segon Exèrcit va fer un assalt frontal sobre Caen (operació Charnwood). L'atac va ser precedit per l'operació Windsor, per capturar el camp aeri de Carpiquet just als voltants de Caen. El 9 de juliol, Caen al nord dels rius Orne i Odon havia estat capturat, però les forces alemanyes van conservar la possessió de la riba sud i diversos llocs importants, incloses les fàbriques d'acer de Colombelles, les altes xemeneies de les quals dominaven visualment la zona.

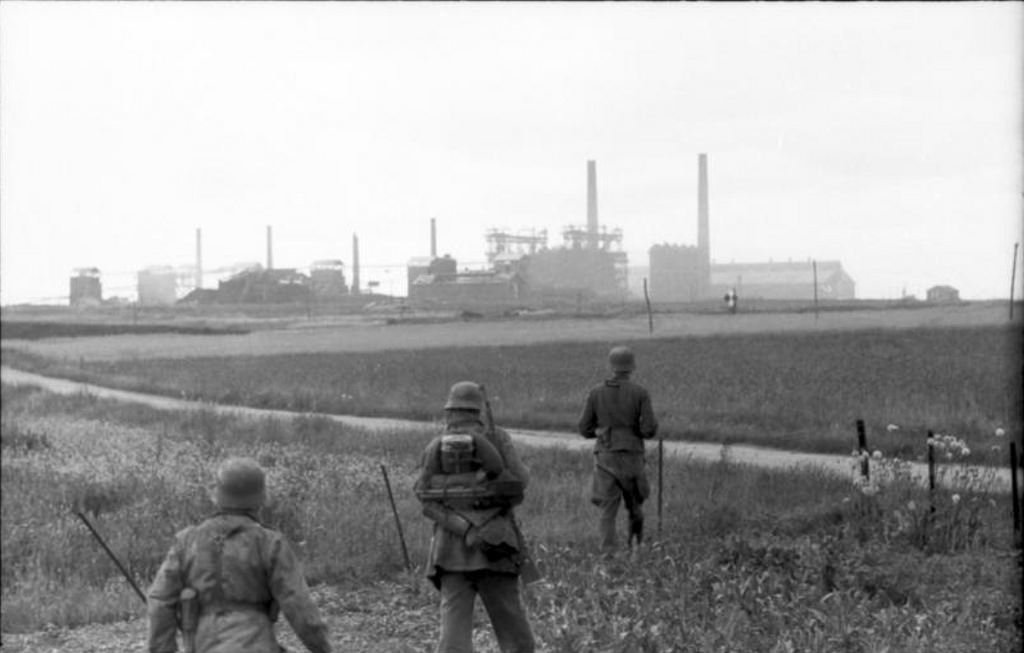
Una patrulla alemanya es dirigeix cap a la zona de les fàbriques de Colombelles. Algunes de les xemeneies altes utilitzades pels observadors alemanys són visibles a la distància.

Poc després de la captura del nord de Caen durant l'operació Charnwood, els britànics van realitzar una incursió contra el complex d'acer de Colombelles al nord-est de la ciutat, fet que va resultar un fracàs. La zona de la fàbrica va quedar en mans alemanyes, les seves altes xemeneies proporcionant punts d'observació que passaven per alt el cap de pont d'Orne. A les 01:00 de l'11 de juliol, elements de la 153a Brigada d'Infanteria (Highland), recolzada pels tancs Sherman del 148è Regiment Royal Armoured Corps (RAC), es van desplaçar contra la posició alemanya. La intenció era assegurar la zona perquè les tropes dels Royal Engineers destruïssin les xemeneies abans de retirar-se. A les 05:00, la força britànica va ser emboscada per tancs Tiger i es va veure obligada a retirar-se després de perdre nou tancs. El Segon Exèrcit va llançar dues operacions preliminars; segons Montgomery, el seu propòsit era "implicar l'enemic a la batalla ininterrompudament; hem de" deixar fora de les seves "tropes; generalment hem de matar alemanys". L'historiador Terry Copp ho va anomenar el moment en què la campanya de Normandia es va convertir en una batalla de desgast.

### Montgomery
El 10 de juliol, el general Bernard Montgomery, comandant de totes les forces terrestres aliades de Normandia, va celebrar una reunió a la seva quarter general amb Dempsey i Bradley. Van discutir les operacions del 21è Grup d'Exèrcits, després de la conclusió de l'operació Charnwood i del fracàs de la ofensiva del primer exèrcit dels Estats Units. Montgomery va aprovar l'operació Cobra, un atac que havia de llançar el Primer Exèrcit dels Estats Units el 18 de juliol. Montgomery va ordenar a Dempsey que «continués colpejant: atraient la força alemanya, sobretot els blindats, sobre tu mateix per tal de facilitar el camí de Brad».
A principis de juliol, Montgomery havia estat informat per l'adjunt general de les Forces, Ronald Adam que, a causa de l'escassetat de mà d'obra a Gran Bretanya, la bossa de lleves per mantenir la força d'infanteria estava gairebé esgotada. Dempsey va proposar un atac que consistia únicament en divisions blindades, concepte que contradeia la política de Montgomery de no emprar mai una força desequilibrada. A mitjans de juliol, el Segon Exèrcit tenia 2.250 tancs mitjans i 400 tancs lleugers al cap de pont, dels quals 500 estaven en reserva per suplir les pèrdues. L'element blindat del Segon Exèrcit constava de la Divisió Cuirassada de la Guàrdia, la 7a Divisió Blindada i la 11a Divisió Blindada, la 4a Brigada Blindada, la 8a Brigada Blindada, la 27a Brigada Blindada i la 33a brigada blindada, la 31a i la 34a Brigades de Tancs i la 2a Brigada blindada canadenca .
A les 10.00 del 13 de juliol, Dempsey es va reunir amb Crocker, el tinent general Simonds del II Cos canadenc i O'Connor. Més tard aquell dia, es va emetre la primera ordre escrita per a l'Operació Goodwood, anomenada en homenatge a la després de la cursa de cavalls Glorious Goodwood. El document només contenia instruccions preliminars i intencions generals; era per estimular la planificació detallada i es preveien modificacions. L'ordre també es va enviar a planificadors superiors del Regne Unit perquè es pogués assegurar el suport aeri per a l'operació. Quan el VIII Cos s'havia reunit a Normandia a mitjans de juny, es va suggerir que el cos s'utilitzés per atacar fora del cap de pont d'Orne, per foragitar Caen de l'est, però l'operació Dreadnought es va cancel·lar quan Dempsey i O'Connor van dubtar de la viabilitat de l'operació.

## Preludi

### Pla de Goodwood
En el traçat de Goodwood, el VIII Cos, amb tres divisions blindades, atacaria cap al sud des del cap de pont de l'Orne. L'11a Divisió Blindada havia de avançar cap al sud-oest sobre el pas de Bourguébus i la carretera Caen-Falaise, amb l'objectiu de Bretteville-sur-Laize. La Divisió Blindada de la Guàrdia havia d'empènyer cap al sud-est per capturar Vimont i Argences, i la 7a Divisió Blindada, l'última, apuntaria cap al sud cap a Falaise. La 3a Divisió d'Infanteria, recolzada per part de la 51a Divisió d'Infanteria (Highland), havia de garantir el flanc oriental capturant la zona dels voltants d'Émiéville, Touffréville i Troarn. El II Cos canadenc llançaria simultàniament l'operació Atlantic, un atac de suport al flanc occidental del VIII Cos, per capturar Caen al sud del riu Orne. Les operacions britàniques i canadenques van ser programades provisionalment el 18 de juliol i Cobra es va ajornar durant dos dies, per permetre al Primer Exèrcit assegurar la seva línia de sortida al voltant de Saint-Lô.
La planificació detallada va començar el divendres 14 de juliol, però l'endemà, Montgomery va publicar una directiva escrita que ordenava a Dempsey canviar el pla d'una "profunda irrupció" a un "atac limitat"". Preveient que els alemanys es veurien obligats a comprometre les seves reserves blindades, en lloc de arriscar-se a un gran avanç del tanc britànic, el VIII Cos va rebre la instrucció de "combatre els blindats alemanys en la batalla" i anotar-la "fins a tal punt. que no té cap valor més per als alemanys". Va aprofitar qualsevol ocasió per millorar la posició del Segon Exèrcit; les ordres van afirmar que "una victòria al flanc oriental ens ajudarà a guanyar el que volem al flanc occidental", però no a posar en perill el seu paper com un "baluard ferm". Els objectius de les tres divisions blindades es van modificar per "dominar la zona Bourguébus – Vimont – Bretteville", tot i que es pretenia que "els vehicles blindats haguessin de llançar-se cap al sud cap a Falaise, estenent alarma i desesperació". Els objectius del II Cos canadenc es van mantenir sense canvis i es va subratllar que aquests eren vitals, només després que els seus èxits aconseguissin.
L'onzena Divisió Blindada havia de dirigir l'avanç, passar Cagny i capturar Bras, Hubert-Folie, Verrières i Fontenay-le-Marmion. La seva brigada blindada havia d'eludir la majoria dels pobles alemanys de la seva zona, deixant-los per a que s'encarreguessin les onades de seguiment. La 159a Brigada d'Infanteria, inicialment havia d'actuar independentment de la resta de la divisió i capturar Cuverville i Démouville. La Divisió Blindada de la Guàrdia, que avançava darrere de l'onzena Divisió Blindada, hauria de capturar Cagny i Vimont. A partir del darrer moment, la 7a Divisió Blindada havia de desplaçar-se cap al sud més enllà de la carena de Garcelles-Secqueville. Avanços posteriors de les divisions blindades només es realitzarien per ordre de Dempsey. Un dia més tard es van emetre les ordres detallades del II Cos canadenc, per capturar Colombelles, la part restant de Caen i estar a punt per passar a la fortalesa de Verrières (Bourguébus) . Si el front alemany s'esfondrés, es tindria en compte un avenç més profund.
La intel·ligència del Segon Exèrcit havia format una bona estimació de l'oposició que probablement s'enfrontaria a Goodwood, tot i que calia inferir les posicions alemanyes més enllà de la primera línia de pobles, principalment del reconeixement aeri no concloent. Es creia que la línia defensiva alemanya constava de dos cinturons de fins a 6,4 km de profunditat. Conscient que els alemanys esperaven un gran atac fora del cap de pont de l'Orne, els britànics preveien la resistència de la reunió de la 16a Divisió de camp de la Luftwaffe, reforçada pel 25è Regiment SS-Panzergrenadier de la 12a Divisió Panzer SS Hitlerjugend. Intel·ligència comprovà que la 12a Divisió SS Panzer s'havia traslladat a la reserva i, tot i que es va saber lentament que el 25è Regiment SS-Panzergrenadier no es trobava amb la 16a Divisió de camp de la Luftwaffe, encara que s'havia reservat, aquesta supervisió es va rectificar abans del 18 de juliol. Els grups de batalla de la 21a Divisió Panzer amb prop de 50 Panzer IV i 34 canons d'assalt, s'esperaven a prop de la Route 13 nacional. La 1a Divisió Leibstandarte SS Adolf Hitler va ser identificada a la reserva amb aproximadament 40 tancs Panther i 60 Panzer IV i es va establir la presència de dos batallons de tancs pesats equipats amb tancs Tiger. . La força blindada alemanya es va estimar en 230 tancs i la força d'artilleria en 300 canons de camp i antitanc. El Segon Exèrcit creia que 90 canons estaven al centre de la zona de batalla, 40 als flancs i 20 defensant la línia ferroviària Caen-Vimont. Els britànics també havien localitzat una línia de canons alemanya a la cresta de Bourguébus, però no es coneixia la seva força i la seva posició.

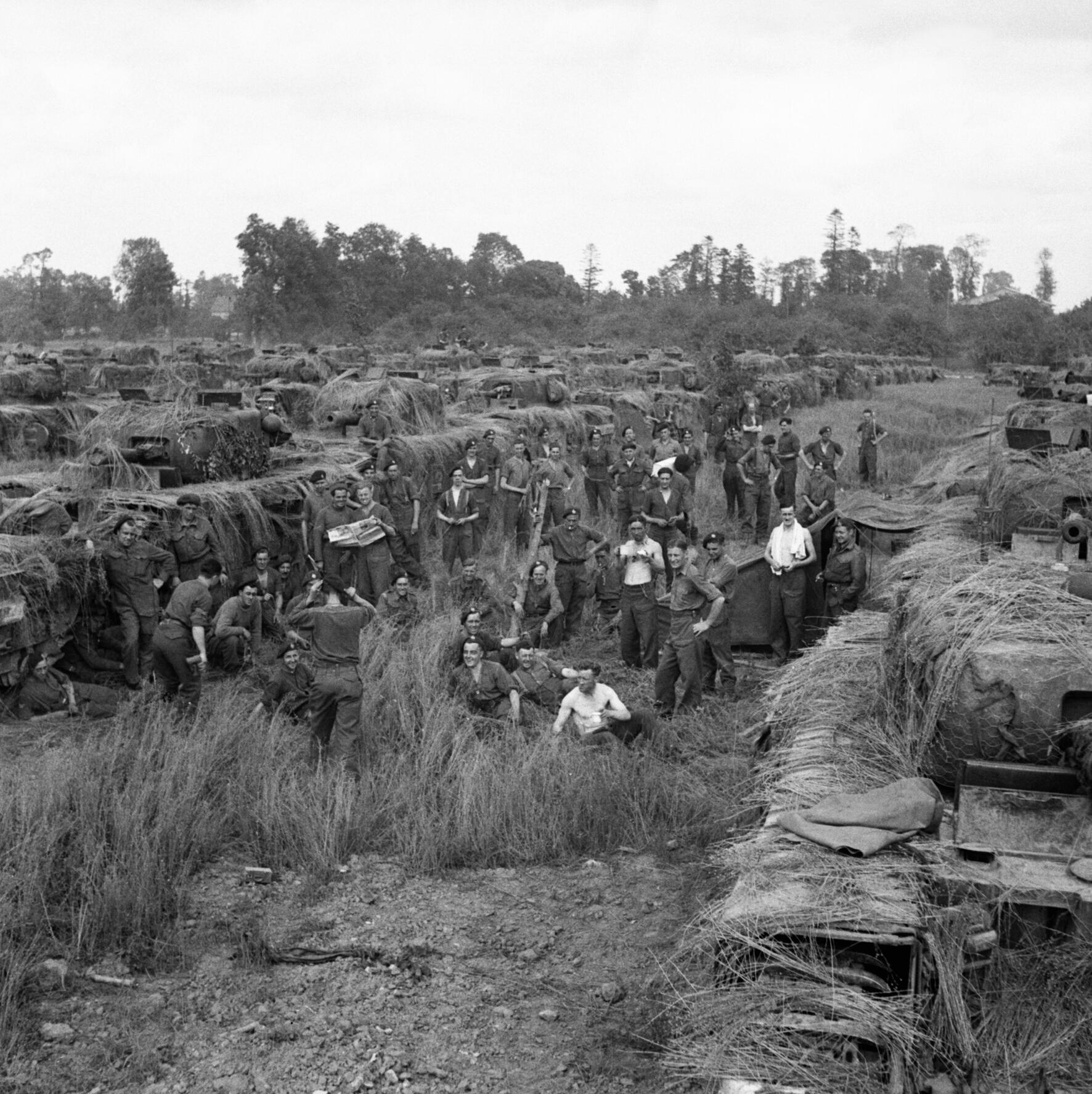
Els tancs Churchill camuflats de la 31a Brigada de tancs que no van participar a Goodwood, destacant els esforços realitzats a Normandia per ocultar vehicles dels observadors enemics.

Per emmascarar els objectius operatius, el Segon Exèrcit va iniciar un pla d'engany que incloïa atacs de diversió llançats pels Cossos XII i XXX. Les tres divisions blindades es van traslladar a les seves posicions d'inici a l'oest de l'Orne només a la nit i en silenci radiofònic; el foc d'artilleria s'utilitzava per emmascarar el soroll dels motors dels tancs. Durant les hores de la llum del dia es van fer tots els esforços per camuflar les noves posicions.
Per al suport d'artilleria, a Goodwood es van destinar 760 canons, amb 297.600 rondes de municions. 456 peces de camp de 19 regiments de camp, 208 canons mitjans de 13 regiments mitjans, 48 peces pesades de 3 regiments pesants i 48 canons antiaeris pesats de dos regiments antiaeris pesats. L'artilleria va ser proporcionada pels Cossos I, VIII, XII i II canadenc, així com el 2n Grup de l'Armada Reial d'Artilleria Reial (AGRA) i el 4t AGRA. A cada arma de camp se li van assignar 500 rondes, a cada peça mitjana 300 voltes i cada arma pesada o obús 150 voltes. Abans de l'assalt, havien de intentar suprimir les posicions d'artilleria antitanc i camp alemanya. Durant l'atac, proporcionarien a l'onzena Divisió Blindada, una barrera rodant i defensa antiaèria. Els canons també assistirien els atacs llançats per la 3a divisió d'infanteria i 2a d'infanteria canadenca i disparant contra objectius segons es demanés. Els donaria suport addicionals tres vaixells de la Royal Navy, els objectius dels quals eren les bateries de canons alemanyes situades a prop de la costa a la regió de Cabourg i Franceville.

Els tancs Cromwell desplaçant-se a través del pont York, un pont Bailey construït sobre el canal de Caen i el riu Orne

Els recursos d'enginyeria del Segon Exèrcit, dels cossos I i VIII i els enginyers divisionals van treballar del 13 al 16 de juliol per construir sis carreteres des de l'oest del riu Orne fins a les línies de partida a l'est del riu i del canal de Caen. Els enginyers del I Corps van reforçar els ponts i van construir dos nous conjunts de ponts a través de l'Orne i el canal. Al final del primer dia, els enginyers també havien de construir dos altres jocs de ponts. . El II Cos canadenc va planejar construir fins a tres ponts a través de l'Orne amb la major rapidesa possible per donar a l'accés exclusiu als cossos I i VIII al riu i als ponts del canal al nord de Caen. Els enginyers de la 51a Divisió d'Infanteria (Highland), amb un petit destacament de la 3a Divisió d'Infanteria, van rebre l'ordre de netejar el camp de mines alemany davant la Divisió Highland. Això es va assolir en gran manera durant la nit del 16 al 17 de juliol, quan van eliminar i van marcar catorze camins. En el matí del 18 de juliol s'havien completat 19 camins de 12 m d'ample, cadascun per a un regiment blindat per passar a través alhora.
La brigada d'infanteria de l'11a Divisió Blindada, amb el quarter general de la divisió i el de la 29a Brigada Blindada, van creuar cap al pont de l'Orne durant la nit del 16 i el 17 de juliol i la resta de la divisió va seguir a la nit següent. Els Guàrdies i la 7a divisió blindada es van mantenir a l'oest del riu fins que va començar l'operació. A mesura que els elements finals de l'onzena Divisió Blindada es van posar en posició i la seu del VIII Cos va residir a Bény-sur-Mer, es van obrir més passos als camps de mines, es van senyalitzar les zones de front i es van marcar les rutes amb cinta blanca.

#### Les forces aèries aliades
Augmentant el bombardeig d'artilleria preliminar, 2.077 bombarders pesats i mitjans de la Royal Air Force (RAF) i de les Forces Aèries de l'Exèrcit dels Estats Units (USAAF) atacarien en tres onades, en el major atac aeri llançat en suport directe de les forces terrestres en la campanya de lluny.. La velocitat era una part essencial del pla de Goodwood i s'esperava que el bombardeig aeri obriria el camí cap a l'11a Divisió Blindada, ràpidament per assegurar la cresta de Bourguébus. Dempsey va creure que si l'operació triomfava, els seus tancs haurien d'estar a la carena durant la primera tarda i van cancel·lar un segon atac de bombarders pesats previst per a la primera tarda; tot i que això havia de donar suport directe a l'avanç cap a la carena, estava preocupat perquè l'onzena Divisió Blindada no s'hauria de retardar a l'espera de l'atac. Un suport aeri proper per a Goodwood el proporcionaria el 83è Grup de la RAF, per neutralitzar les posicions alemanyes als flancs del VIII Cos, punts forts com el poble de Cagny, atacar canons i posicions de reserva alemanyes i la interdicció dels moviments de les tropes alemanyes. A cadascun dels quarters generals de les brigades del VIII Cos, se li va assignar un post de control aeri.

### Preparatius defensius alemanys
Els alemanys van considerar que la zona de Caen era el fonament de la seva posició a Normandia i estaven decidits a mantenir un arc defensiu des del Canal fins a la riba oest de l'Orne. El 15 de juliol, la intel·ligència alemanya va advertir Grup Panzer Oest que era probable un atac britànic fora del cap de pont d'Orne a partir del 17 de juliol. Es pensava que els britànics empenyien cap al sud-est cap a París. El general Heinrich Eberbach, el comandant del grup Panzer West, va dissenyar un pla defensiu, amb els seus detalls elaborats pels seus dos cossos i sis comandants de divisió. Es va construir un cinturó de 16 km de profunditat com a mínim, organitzat en quatre línies de defensa. Els pobles dins del cinturó es van fortificar i es van col·locar canons antitanc al llarg de les vores sud i est. Per permetre que els tancs es moguessin lliurement dins del cinturó, els alemanys van decidir no establir camps de mines antitanc entre cada línia defensiva. El 16 de juliol, es van realitzar diversos vols de reconeixement sobre el front britànic, però la majoria d'ells van ser expulsats pel foc antiaeri. Quan va caure la foscor, els avions equipats amb càmera van aconseguir tornar fotografies fetes a la llum de les bengales, que van revelar un flux de trànsit unidireccional sobre l'Orne al cap de pont britànic. Més tard aquell dia, un Spitfire britànic va ser abatut sobre les línies alemanyes mentre fotografiava les defenses; l'artilleria i els combatents britànics van intentar destruir l'aeronau estavellada sense èxit.

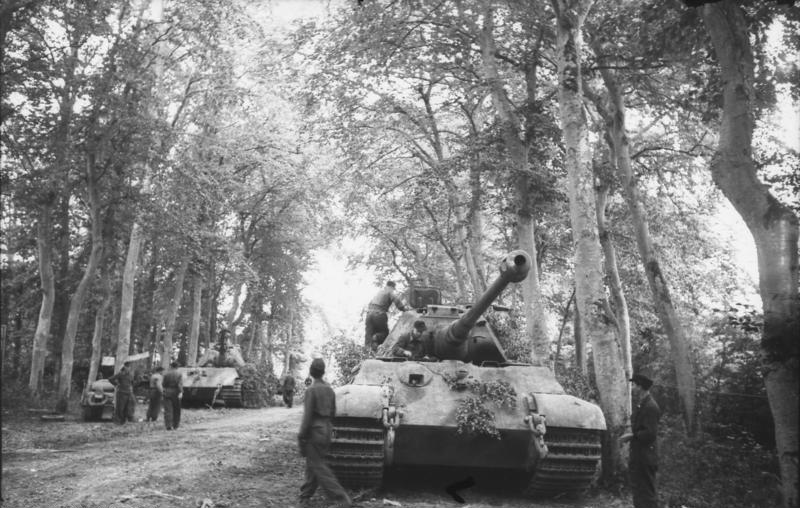
Tancs Königstigers pertanyents al 503è batalló de tancs pesats, s'amaguen del reconeixement aeri dels Aliats.

El LXXXVI Korps, reforçat per molta artilleria, sostenia la primera línia. La 346a Divisió d'Infanteria va ser atrinxerada des de la costa al nord de Touffreville i la 16a Divisió de Campanya de la Luftwaffe va ocupar la següent secció de Touffreville a Colombelles. El Kampfgruppe von Luck, grup de batalla format al voltant del 125è Regiment Panzergrenadier de la 21a Divisió Panzer, es va col·locar darrere d'aquestes forces amb al voltant de 30 canons d'assalt. Elements blindats de la 21a Divisió Panzer, reforçats amb el 503è Batalló de Panzer Pesat, que incloïa deu Königstigers, es trobaven alr nord-est de Cagny en condicions de donar suport als homes de sort i d'actuar com una reserva general i la resta dels panzergrenadiers divisionals, amb armes antitanc remolcats i canons d'assalt, van ser atrinxerats entre els pobles de la plana de Caen. Els batallons de reconeixement i sapadors de la 21a Divisió Panzer van ser posicionats a la cresta de Bourguébus per protegir l'artilleria del cos, que consistia en al voltant de 48 canons de camp i mitjans amb un nombre igual de llançacoets Nebelwerfer. El LXXXVI Korps tenia 194 peces d' artilleria, 272 Nebelwerfers i 78 canons antiaeri i antitanc de 88 mm. Una bateria de quatre canons antiaeri de 88 mm del 2n Regiment Flak-Sturm, estava posicionada a Cagny, mentre que als pobles de la cresta de Bourguébus hi havia una pantalla de canons antitanc de 44x88mm del 200è Batalló de Destructors de Tancs. La major part de l'artilleria del cos LXXXVI es trobava més enllà de la carena que cobreix la carretera Caen-Falaise.
Davant de Caen, a l'oest de la carretera Caen-Falaise, hi havia el I SS Panzerkorps. El 14 de juliol, elements de la 272a Divisió d'Infanteria es van fer càrrec de la defensa de Vaucelles rellevant la Divisió SS Leibstandarte SS Adolf Hitler, que es va traslladar a la reserva local entre el poble d'Ifs i la riba est de l'Orne. L'endemà, la 12a Divisió Panzer SS va ser col·locada a la reserva de l'Oberkommando der Wehrmacht (OKW) per descansar i tornar a reposar i, per ordre de Hitler, estar en condicions d'enfrontar-se a un temut segon desembarcament aliat entre els rius Orne i Sena. El regiment d'artilleria divisional i el batalló antiaeri van quedar enrere per donar suport a la 272a Divisió d'Infanteria i dos grups de batalla van ser separats de la divisió. El Kampfgruppe Waldmüller es va traslladar a prop de Falaise i el Kampfgruppe Wünsche a Lisieux, a 40 quilòmetres a l'est de Caen. Tot i que més tard al Kampfgruppe Waldmüller se li va ordenar unir-se a la resta de la divisió a Lisieux, el 17 de juliol, Eberbach va detenir aquest moviment.

### Segona Batalla de l'Odon

#### Operació Greenline
L'operació Greenline va ser llançada pel XII Cos durant la nit del 15 de juliol, amb la 15a Divisió d'Infanteria (Escocesa) reforçada per una brigada de la 53a Divisió d'Infanteria (Gal·lesa), la 34a Brigada de Tancs i la 43a Divisió d'Infanteria (Wessex)). Greenline tenia la intenció de convèncer el comandament alemany que el principal assalt britànic seria llançat a l'oest de l'Orne, a través de les posicions del XII Cos i de relligar les divisions panzer SS 9a i 10a, de manera que no poguessin oposar-se a Goodwood o Cobra. Recolzat per 450 canons, l'atac britànic va fer ús de la "llum de la lluna artificial". i va començar bé malgrat la interrupció causada pel foc d'artilleria alemanya. A l'alba el XII Cos havia capturat diversos dels seus objectius, incloent la important alçada del turó 113, tot i que el tan disputat Turó 112 va quedar en mans alemanyes. Amb la 9a Divisió SS Panzer, els alemanys van aconseguir fins al final restaurar la seva línia en gran part, tot i que va fallar un contraatac contra el Turó 113. L'atac del XII Cos no va obtenir més terreny i, durant la tarda del 17 de juliol, l'operació es va tancar i la força britànica es va retirar del turó 113.

#### Operació Magrana
L'Operació Magrana (anglès: Pomegranate) va començar el 16 de juliol, en la què XXX Cos havia de capturar diversos pobles importants. El primer dia, la infanteria britànica es va apoderar d'un objectiu clau i va agafar 300 presoners, però l'endemà hi va haver combats molt poc concloents als afores de Noyers-Bocage i els elements de la 9a Divisió SS Panzer es van comprometre amb la defensa del poble. Tot i que els britànics van prendre el control de l'estació de ferrocarril i d'una zona de terra alta fora del poble, la mateixa Noyers-Bocage va quedar en mans alemanyes.
Les operacions preliminars van costar 3.500 víctimes del Segon Exèrcit sense guanys territorials significatius, però Greenline i Magrana van ser un èxit estratègic. Com a reacció a les amenaces a la vall d'Odon, els alemanys van conservar la 2a divisió Panzer i la 10a SS Panzer a la primera línia i van recuperar la 9a Divisió SS Panzer de la reserva del Cos. Els alemanys van patir al voltant de 2.000 víctimes. Terry Copp va escriure que els combats van ser "una de les trobades més sagnants de la campanya". Durant la tarda del 17 de juliol, un Spitfire que patrullava va veure un cotxe d'estat major alemany a la carretera que es trobava a prop del poble de Sainte-Foy-de-Montgommery. El combatent va realitzar un atac llançant el cotxe fora de la carretera. Entre els seus ocupants es trobava el mariscal de camp Erwin Rommel, el comandant del Grup d'Exèrcits B, que quedà greument ferit greument deixant temporalment el grup de l'exèrcit B sense cap líder.

## Batalla

### 18 de juliol
"Durant quaranta-cinc minuts la processó de bombarders es va interrompre i quan se n'havien anat, el tro dels canons es va engrossir i va omplir l'aire, mentre l'artilleria continuava amb el bombardeig" 
Poc abans de l'alba del 18 de juliol, la infanteria Highland al sud del cap de pont d'Orne es va retirar tranquil·lament a 800 m de la línia de front. A les 05:45, 1.056 bombarders pesats Halifax i Lancaster que volaven a 910 m llançaren 4.000 tones de bombes d'alt explosiu al voltant de Colombelles, a les siderúrgies, a les posicions del 21è Panzer Divisió i al poble de Cagny, reduint-ne la meitat a runes. A les 06:40 l'artilleria britànica va obrir foc i vint minuts després va arribar la segona onada de bombarders. Des de 3.000–4.000 m, els B-26 Maraunders nord-americans van llançar 563 tones de bombes de fragmentació sobre la 16a divisió de camp de la Luftwaffe, mentre que caces bombarders atacaven els punts forts i les posicions artilleres alemanyes. Durant els bombardejos de 45 minuts, les tropes i els tancs de la 11a Divisió Blindada es van desplaçar fora de les seves zones de concentració cap a la línia de sortida. L'hora d'inici va ser prevista per a les 07: 45h i l'horari, l'artilleria va passar a una barrera que precedia a l'11a Divisió Blindada.

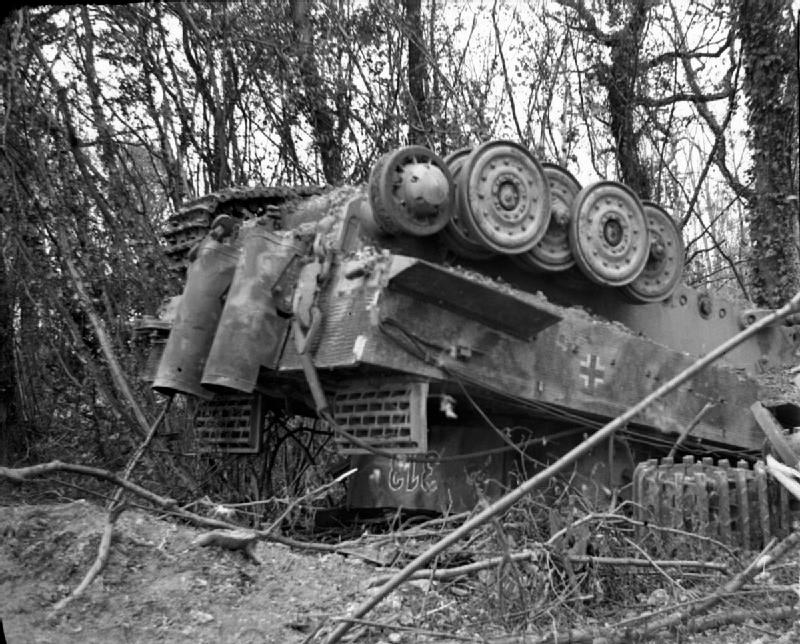
Un Tiger I del 3./s.Pz.Abt. 503 (3a Companyia 503è Batalló de Tanques Pesats) bolcat a Manneville per l'atac. Tres homes van sobreviure.

Mentre que la divisió sortia, més artilleria va obrir foc a Cuverville, Demouville, Giberville, Liberville, Cagny i Émiéville i va deixar caure un foc d'assetjament sobre objectius tan al sud com Garcelles-Secqueville i Secqueville la Campagne. Quinze minuts després, els bombarders pesats nord-americans van llançar 1.340 tones de bombes de fragmentació a la zona de Troarn i a la principal línia de canons alemanya a la cresta de Bourguébus. Només es van perdre 25 bombarders en les tres onades, tots a causa del foc antiaeri alemany. El suport aeri per a l'operació es va lliurar a 800 caces bombarders dels grups 83 i 84 de la RAF.
Els bombardejos van posar temporalment fora de combat el 22è Regiment Panzer i la III Companyia del 503è Batalló de Panzer Pesat, provocant danys de diversos graus als seus tancs. Alguns van ser bolcats, alguns van ser destruïts i vint després van ser posteriorment trobats abandonats en cràters de bombes. La majoria de les posicions de la primera línia alemanya havien estat neutralitzades, amb els supervivents deixats "atordits i incoherents". La pols i el fum havien deteriorat la capacitat de les tripulacions dels bombarders per identificar tots els seus objectius i els altres a la perifèria de les zones de bombardeig havien quedat sense tocar. Cagny i Émiéville van ser fortament bombardejats, però la majoria dels defensors van resultar indemnes i es van recuperar a l'hora de trobar-se amb l'avanç britànic —ambdós llocs amb línies de foc clars, a la ruta que havien de prendre els britànics. El 503è Batalló de Tanques Pesats es va reunir ràpidament i va començar a treballar per enterrar els seus tancs. On A la cresta de Bourguébus, diversos bombons van ser destruïts pel bombardeig, però la majoria de canons d'artilleria i antitanc van quedar intactes.
"Era l'infern i encara estic sorprès que sobrevisqués. Vaig quedar-me inconscient durant un temps després que una bomba hagués explotat just davant del meu tanc, gairebé enterrant-me viu". 
Cap a les 08:05, el 2n Fife and Forfar Yeomanry i el 3r Regiment Reial de Tancs de la 29a Brigada Blindada, havien navegat pels camps de mines, per arribar a la línia de ferrocarril Caen-Troarn. La primera fase de la barrera va finalitzar a les 08:30, moment en què un gran nombre de presoners de la 16a Divisió de la Luftwaffe havien estat rodejats. Quan l'artilleria va començar a disparar a les 08:50, només el primer regiment blindat i una part del segon havien creuat la línia. Tot i que l'oposició encara era mínima i es van fer més presoners, els dos regiments van lluitar per mantenir-se amb la barrera i es van quedar fora del suport de les seves reserves. A les 9.00 hores, la barrera es va aixecar i, 35 minuts després, els esquadrons capdavanters van arribar al ferrocarril Caen-Vimont. A la reserva, el 23 d'Hússars havien aconseguit netejar la primera línia de ferrocarril només per embolicar-se durant una hora i mitja amb una bateria de canons del 200è batalló de canons d'assalt, que havia estat confós per a tancs Tiger.

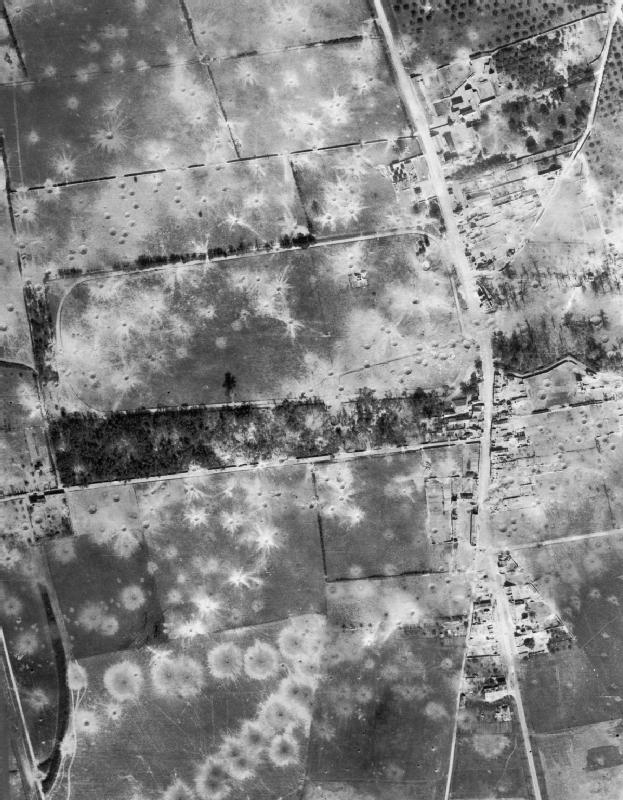
Cagny, el 18 de juliol, després de les incursions dels bombardejos aliats.

Quan el segon Fife i Forfar Yeomanry van avançar més enllà de Cagny, van ser atacats per canons antitanc a Cagny a l'est.
 Al cap d'uns minuts, almenys dotze tancs van quedar desactivats. Els Yeomanry van pressionar el seu avanç cap al sud i van entrar en combat amb la principal línia de canons alemanya a la carena, mentre que el tercer Regiment Reial de Tancs havia canviat cap a l'oest i estava intercanviant foc amb la guarnició alemanya a Grentheville, abans de moure's pel poble i avançar pels voltants del sud. Caen, direcció Bras i Hubert-Folie. El que havia estat concebut com un atac a la cresta de Bourguébus per part de tres divisions blindades, s'havia convertit en un avanç per dos regiments de tancs sense recolzament, fora de la vista l'un contra l'altre, contra el foc alemany. Cap a les 11:15, els britànics arribaven a la carena i als pobles de Bras i Bourguébus. Algunes pèrdues es van provocar als tancs alemanys, però es va fer una oposició decidida, incloent el foc des de la part posterior de les bosses de resistència que havien estat sobrepassades.
El general Eberbach va ordenar un contraatac, "no un moviment defensiu sinó tota una càrrega blindada completa". La 1a Divisió SS Panzer havia d'atacar a la carena, mentre que a la zona de Cagny, la 21a Divisió Panzer havia de recuperar tot el terreny perdut. Els tancs alemanys van començar a arribar a la carena cap al migdia i les tripulacions britàniques van trobar-se ben aviat tancs i canons alemanys arreu. Els caces bombarders Hawker Typhoon que portaven coets RP-3 van ser dirigits a la carena durant tota la tarda, endarrerint i finalment acabant amb el contraatac de la 1a Divisió SS Panzer. L'intent final d'assaltar la carena va causar la pèrdua de 16 tancs britànics i un petit contraatac durant la tarda van ser expulsat, amb la destrucció de sis Panthers alemanys.
Poc abans de les 10:00, la Divisió Blindada de la Guàrdia es va enfrontar amb l'11a Divisió Blindada i va pressionar cap a Cagny. Cap a les 12:00, els elements d'avançada estaven aturats enmig de combats. Un contraatac alemany contra la 2a de Granaders Blindats de la Guàrdia, de 19 tancs de la 21a Divisió Panzer i els Tigres del 503è Batalló de Panzer Pesat, va fracassar, quan els tancs alemanys van ser disparats pels seus propis canons i dos Tigres van ser destruïts. Un Tiger II (Königstiger) aïllat que intentava maniobrar per escapar del perill, va ser atrapat per un tanc Sherman dels Guàrdies Irlandesos que també s'havia desvinculat de la seva unitat. La tripulació del Sherman va disparar cap al Tiger i després el va embestir; el foc antitanc d'altres unitats britàniques va penetrar a l'armadura del Tiger. Les dues tripulacions van abandonar els seus vehicles i la majoria de la tripulació alemanya va ser capturada. El 503è Batalló Panzer Pesat va atacar més tard els Guardies Coldstream, però es va veure obligat a retirar-se per un foc massiu antitanc. Als Guàrdies els va costar la resta del dia capturar a Cagny, que va ser trobat abandonat quan la infanteria va entrar al poble. Els intents de renovar l'avanç es trobaren amb una resistència alemanya ferotge. Començant el darrer, l'únic element de la 7a Divisió Blindada que entrà a la batalla va ser el 5è Regiment Reial de Tancs (5è RTR). A les 17:00, a prop de Cuverville, va destruir dos Panzer IV amb la pèrdua de quatre tancs i després va desallotjar Grentheville que havia estat ignorat abans del dia per la 3ª RTR i es van der diversos presoners. Un contraatac alemany de sis tancs va desaparèixer després de destruir dos tancs cadascun.

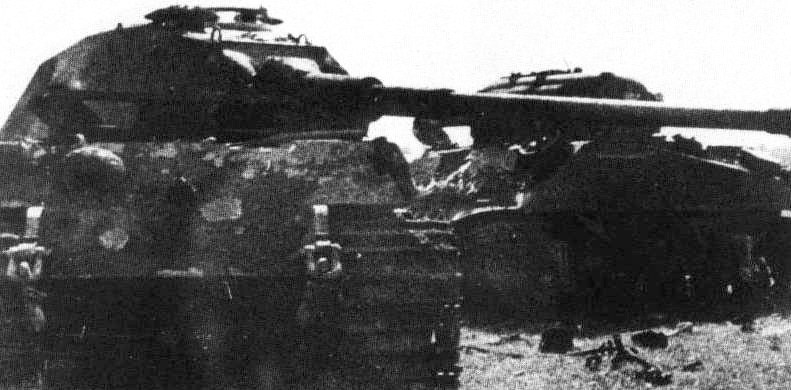
Un Sherman (a la dreta) dels 2n de Guàrdies Cuirassats Irlandesos després d'haver assaltat un Königstiger (a l'esquerra) durant els combats a prop de Cagny.

La onzena Divisió Blindada es va retirar a la línia de ferrocarril Caen-Vimont per a la nit i es van avançar els tancs de recanvi per a totes les divisions, amb la 11a Blindada prioritàriament. Els equips de recuperació alemanys van avançar per recuperar i reparar el major nombre possible de tancs, ja que hi havia pocs substituts disponibles. Desconegut pels britànics, s'havia creat una escletxa entre Emièville i Troan. Va ser tancada durant la nit per la 12a Divisió SS Panzer, que havia perdut deu tancs durant els atacs aeris. Des de la carena es van llançar diversos contraatacs alemanys menors; un al capvespre va ser neutralitzat per artilleria britànica i el foc anti-tanc, que va destruir un Panther i un Tiger, un altre després de la foscor, encapçalat per un Sherman capturat com un ardit, va ser rebutjat després que el Sherman i dos Panthers fossin eliminats per una bateria anti-tanc britànica. Durant la nit, els bombarders alemanys van llançar bengales sobre els ponts d'Orne, que després va ser objecte d'atacs aeris. Un pont va quedar lleument danyat i el quarter general de l'11a Divisió Blindada va ser colpejada, igual que algunes tripulacions de tancs que havien sobreviscut als combats.
En els seus combats al voltant de Cagny, la Divisió Blindada de la Guàrdia va perdre quinze tancs destruïts i 45 tancs danyats. L'11a Divisió Blindada va perdre 126 tancs, tot i que només quaranta van ser destruïts; la resta estaven danyats o espatllats (la pèrdua de 126 tancs dels 219-244 tancs que van creuar la línia de partida ha estat una característica comuna dels comptes de Goodwood, però el comandant de divisió, l'historiador del VIII Cos i Chester Wilmot van donar la xifra de 126 tancs perduts). Michael Reynolds va donar "... almenys 125" i Christopher Dunphie 128 baixes.) Les divisions blindades van patir 521 baixes durant la jornada, la Divisió Guàrdia Blindada en va patir 127, la 7a Divisió Blindada 48 i la 11a Divisió Blindada, 336. Al flanc oriental, la 3a Divisió d'Infanteria va tenir un dia reeixit, capturant tots els seus objectius excepte Troarn.

### Operació Atlàntic
Al front canadenc, l'operació Atlàntic va començar a les 08:15, amb una barrera rodant i infanteria i tancs van creuar la seva línia de sortida vint minuts després. A les 08:40, la infanteria britànica de la 159a Brigada d'Infanteria va entrar a Cuverville; el poble i els voltants estaven assegurats cap a les 10:30, però les patrulles van trobar que Demouville estava fermament mantingut i els intents de capturar aquest segon objectiu es van endarrerir mentre la infanteria es reorganitzava. La resta del dia va experimentar un avanç lent cap al sud, ja que es van netejar nombroses posicions alemanyes. En combatre amb el seu suport blindat a la nit, la infanteria va atrinxerar-se al voltant de Le Mesnil-Frèmentel.

### 19-20 de juliol
Els blindats alemanys van contraatacar a última hora de la tarda i els combats van continuar per la terra alta i als voltants de Hubert-Folie el 19 de juliol i el 20 de juliol, i van acabar amb l'atac. El 21 de juliol, Dempsey va començar a assegurat els seus guanys substituint la infanteria per blindats.

## Conseqüències

### Anàlisi

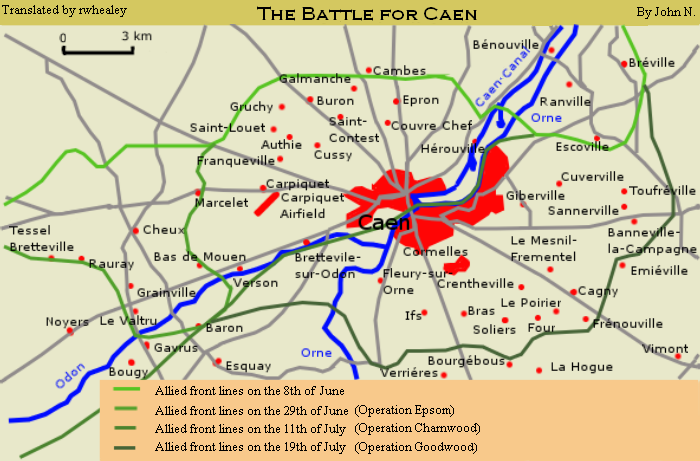
Territori guanyat en les operacions Atlantic i Goodwood

Tàcticament, els alemanys van contenir l'ofensiva, mantenint moltes de les seves posicions principals i impedint un avenç dels Aliats, però s'havien espantat pel pes de l'atac i un bombardeig aeri preliminar. Va quedar clar que qualsevol sistema defensiu menor de 8,0 km de profunditat es podia desbordar en un cop i els alemanys només es podien dedicar homes per a les seves defenses a tanta profunditat només al sector al sud de Caen. Goodwood va provocar que els britànics estenguessin el seu control sobre una superfície de 11 km de profunditat més a l'est de Caen, amb una penetració de fins a 11 km; els suburbis del sud de Caen havien estat capturats pels canadencs durant l'operació Atlàntic.
L'atac va reforçar la visió alemanya que el perill més gran es trobava en el flanc oriental. Quan els reforços blindats alemanys van arribar a Normandia, van ser atacats per les batalles defensives a l'est i derrotats. A finals de juliol, només una divisió panzer i mitja s'enfrontaven les forces nord-americanes a l'extrem occidental del front, en comparació amb les sis i mitja enfrontades als britànics i canadencs a l'extrem oriental del cap de pont. La defensa alemanya de Normandia estava a prop de caure quan l'operació Cobra va superar la fina “crosta” defensiva alemanya a l'oest i poques unitats mecanitzades alemanyes van estar disponibles per contraatacar. Martin Blumenson, historiador oficial nord-americà, va escriure després de la guerra que després que Goodwood creés un avenç, «... Cobra probablement hauria estat innecessaria». Goodwood va causar pèrdues importants als defensors alemanys, però no va suposar un cop més important. L'efecte sobre la moral dels comandants alemanys va ser més gran i es va afegir a la pèrdua de Rommel, que va resultar ferit en un atac aeri de la RAF. Kluge va perdre el seu primerenc optimisme en ser designat per substituir Rundstedt i va escriure a Hitler el 21 de juliol preveient un col·lapse imminent.
L'operació Goodwood es va llançar en un moment de gran frustració en el comandament superior dels aliats, cosa que va contribuir a la polèmica entorn de l'operació. El cap de pont dels Aliats tenia aproximadament un 20 per cent de la mida prevista, cosa que va provocar congestió i certa por a una parada. Els comandants aliats no havien pogut explotar els seus avantatges potencialment decisius en la mobilitat durant el juny i principis de juliol de 1944. Bona part de la controvèrsia que envolta els objectius de la batalla prové dels missatges conflictius donats per Montgomery. Va parlar els objectius de Goodwood a la premsa el primer dia, després va dir que es tractava de propaganda per animar els alemanys a mantenir unitats poderoses a l'extrem est del camp de batalla.
En la planificació de Goodwood, Montgomery semblava prometre que l'atac seria un gran avenç i que quan el VIII Cos no va poder efectuar el trencament, segons algunes narracions, el comandant suprem, el general Dwight D. Eisenhower, va sentir que l'havien enganyat. Mentre que les seves comunicacions intermitents amb el Quarter General Suprem Aliat de la Força Expedicionària (SHAEF) semblava prometre un gran avenç, Montgomery estava escrivint ordres als seus subordinats per un atac limitat. Les còpies de les ordres enviades a SHAEF indicaven que una divisió blindada prendria Falaise, una ciutat molt allunyada a la rereguarda alemanya. Tres dies abans de l'atac, Montgomery va revisar les ordres, eliminant Falaise com a objectiu, però va deixar de banda la transmissió de còpies de la revisió; Eisenhower després es va mostrar furiós pel resultat, que va posar en perill Montgomery, ja que va permetre als seus detractors, especialment al mariscal de l'aire Arthur Tedder, implicar que l'operació havia estat un fracàs.
Stephen Biddle va escriure que Goodwood va ser un revés tàctic important per a Montgomery. Tot i tenir una força i una superioritat aèria preponderants, el progrés britànic va ser lent i finalment no va aconseguir obrir-se. Montgomery va triar una punta de llança inusualment estreta de només 2 km, la qual cosa va crear una línia d'avanç congestionada. La infanteria britànica mancava d'oficials i suboficials adequats, que inhibien les tàctiques de les unitats petites. A l'anàlisi de Biddle, «Els britànics no van poder sistemàticament coordinar els moviments i el foc supressius després de mitjan matí del dia d'obertura .... L'atac aleshores s'havia desplaçat més enllà de l'abast de les bateries britàniques al costat nord del riu Orne i la congestió en la marxa. les columnes havien evitat que l'artilleria avancés... El resultat net era, doncs, un assalt exposat, massiu i gairebé pur, de tancs sols avançant ràpidament sense el suport ni de la infanteria ni d'artilleria »
Els alemanys, per contra, van fer grans esforços per ocultar les seves forces: es van moure sota la cobertura de la foscor, a les carreteres principals, en petites unitats i sota silenci radiofònic.

### Baixes
Simon Trew va escriure que "les primeres estimacions de pèrdues aliades per a l'Operació Goodwood semblaven horroroses, que el Segon Exèrcit havia perdut 4.011 homes ...". GS Jackson va donar pèrdues a les divisions blindades del 18 al 19 de juliol, amb 1.020 homes. Michael Reynolds va citar el diari de guerra del 21è Grup de l'Exèrcit de víctimes de 3.474 homes en el I i VIII Cossos. L'operació Atlàntic va costar als canadencs 1.349–1.965 víctimes. El coronel Charles Perry Stacey va donar la xifra de 1.965 baixes de totes les unitats canadenques a Europa, durant els quatre dies de lluita; 441 homes van morir o van morir a causa de les seves ferides. Trew va escriure que "no es pot fer cap avaluació concloent" pel que fa a les pèrdues d'ambdues parts. El 2014, John Buckley va donar una xifra de 5.500 víctimes durant Goodwood i Atlantic.
Durant l'operació Goodwood, més de 2.000 alemanys van ser fets presoners i es van destruir uns 100 tancs. Jackson també va escriure d'uns 100 de tancs alemanys perduts. En la història oficial el major Lionel Ellis va escriure que la 1a divisió SS i la 21a Panzer van perdre 109 tancs el primer dia de la batalla. Reynolds va registrar 77 tancs alemanys o canons d'assalt destruïts o danyats durant l'operació i que la demanda de 75 tancs o canons d'assalt destruïts, com s'ha indicat en una entrevista després de la guerra, per l'oficial comandant de l'11a Divisió Blindada, per a una pel·lícula d'entrenament d'un col·legi de personal britànic sobre l'operació - "es pot acceptar com a precisa". Michael Tamelander va escriure que el Panzergruppe West va registrar la pèrdua de 75 tancs durant el període del 16 al 21 de juliol
S'han debatut les pèrdues del tanc britànic durant Goodwood, i s'han registrat de 300 a 500 pèrdues de tancs. A més de les pèrdues del VIII Cos, es van perdre una vintena de tancs en les operacions de flanqueig. Reynolds va escriure que l'estudi dels registres suggereix que el nombre màxim de tancs perduts durant l'operació Goodwood va ser de 253, la majoria dels quals van ser danyats més que no pas destruïts. Tamelander i Niklas Zetterling van escriure que durant les divisions blindades es van perdre durant Goodwood 469 tancs (incloent 131 tancs el 19 de juliol i 68 el 20 de juliol), però que la majoria es podrien reparar. Trew va rebutjar aquestes xifres i va escriure que després de molta investigació, les pèrdues del VIII Cos van ascendir a 197 tancs el 18 de juliol, 99 tancs el 19 de juliol i 18 tancs el 20 de juliol, "per a un total de 314, dels quals 130 van ser completament destruïts". Trew va escriure que "els rendiments de la força de tancs del VIII Cos del 18 al 21 de juliol mostren una pèrdua de 218 tancs (que no es van poder reparar ni substituir immediatament), inclosos 145 tancs de la 11a Divisió Blindada". El 2014 Buckley va escriure que es van deixar fora de combat 400 tancs britànics i que molts es van recuperar i es van posar en servei, tot i que la moral d'algunes de les tripulacions es va deteriorar.